# Loški Potok
Loški Potok (in epoca asburgica in tedesco Laserbach) è un comune di 1 982 abitanti della Slovenia meridionale.

## Storia
Durante il dominio asburgico il suo attuale territorio era costituito dai comuni di Retje (ted. Rethie), Hrib (ted. Berg bei Tabor), Travnik (ted. Traunik), Draga (ted. Suchen) e Trava (ted. Obergrass). I comuni di Retje, Hrib e Travnik vennero successivamente fusi nel nuovo comune di Loški Potok (ted. Laserbach). Esso apparteneva al distretto giudiziario di Ribnica (ted. Reifnitz), mentre Draga e Trava erano parte del distretto giudiziario di Kočevje (ted. Gottschee).
Tra il 1941 e il 1943, a seguito dell'invasione della Jugoslavia da parte delle truppe dell'Asse, il territorio corrispondente all'attuale comune venne occupato dall'esercito italiano e annesso al Regno d'Italia. Il comune di Loški Potok venne incluso nella neonata provincia di Lubiana, mentre la parte meridionale dell'attuale comune, corrispondente ai comuni dell'epoca di Trava e Draga, venne annessa alla Provincia del Carnaro. La provincia del Carnaro fu sottoposta a italianizzazione: Trava divenne Pratalto, mentre Draga fu rinominata in Valle di Concanera.

## Località
Il comune di Loški Potok è diviso in 17 insediamenti (naselja):
- Črni Potok pri Dragi
- Draga
- Glažuta
- Hrib -  Loški Potok
- Lasec
- Mali Log
- Novi Kot
- Podplanina
- Podpreska
- Pungert
- Retje
- Srednja Vas pri Dragi
- Srednja Vas-Loški Potok
- Stari Kot
- Šegova Vas
- Trava
- Travnik